# Kenneth Kaunda
Kenneth David Kaunda (28. dubna 1924 Lubwe, Severní Rhodésie – 17. června 2021) byl v letech 1964 až 1991 prvním prezidentem nezávislé Zambie.

## Život

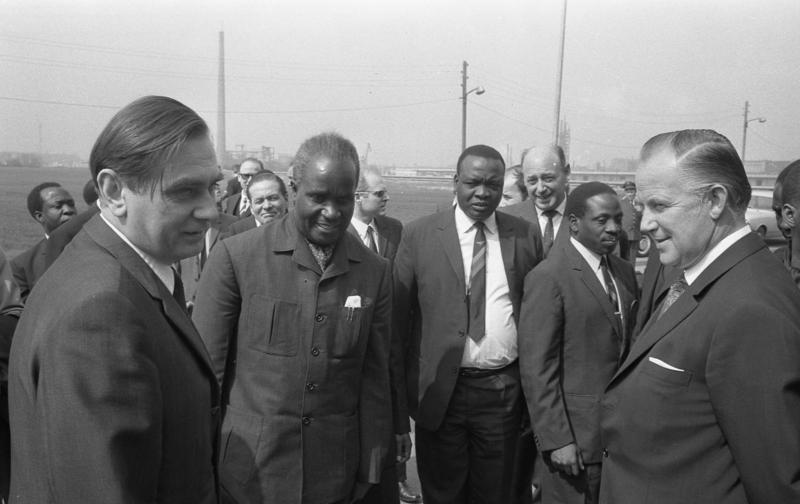
Kenneth Kaunda ve Frankfurtu v roce 1970

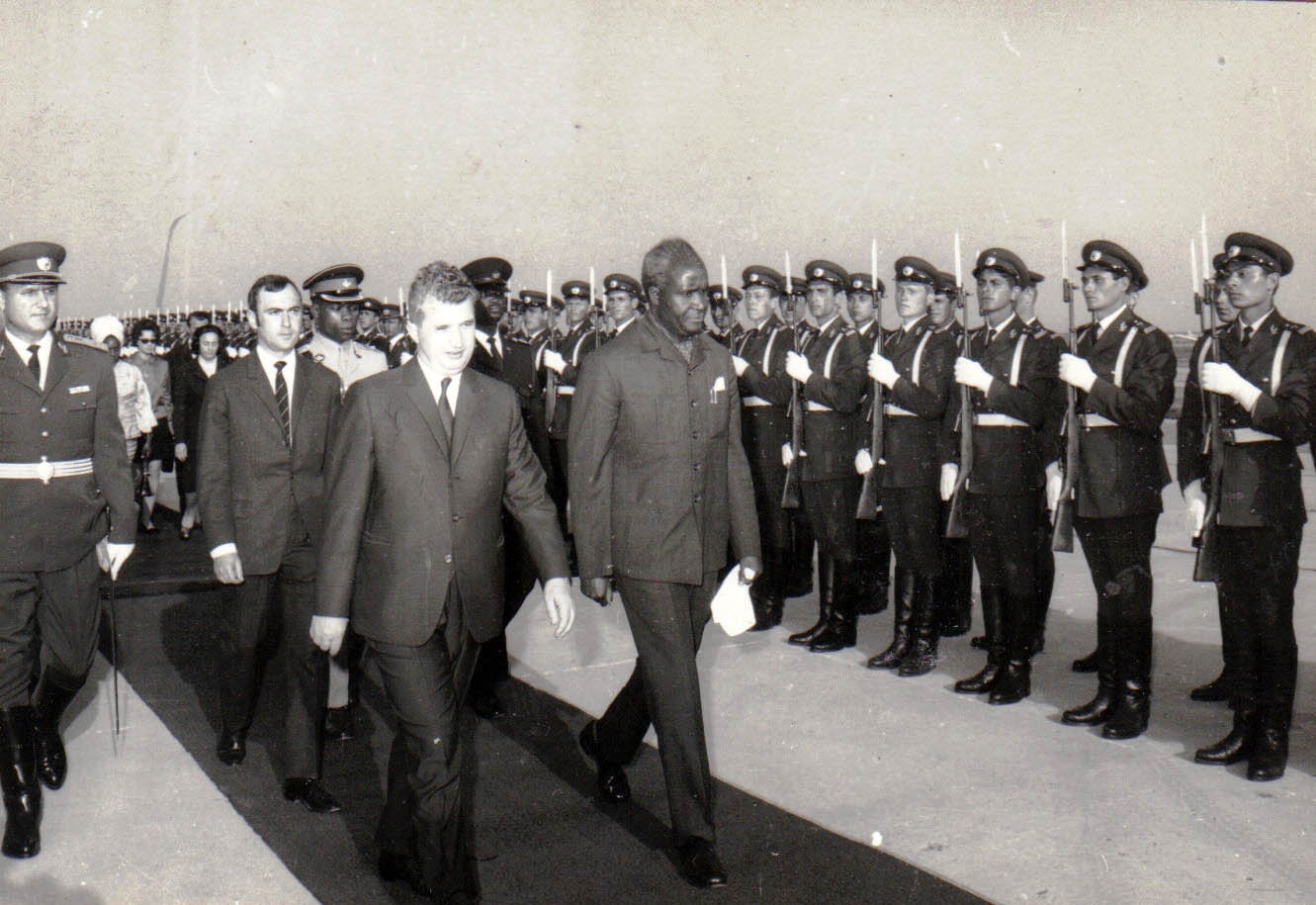
Kaunda na návstěvě Rumunska roku 1970

Kaunda pocházel z učitelské rodiny, která se do Zambie přistěhovala z Ňaska, dnešního Malawi. Jeho matka byla první ženou, která se v Zambii stala učitelkou. Oba rodiče vyučovali na tradičním území kmene Bemba na severu Zambie. Kaunda zde získal středoškolské vzdělání a působil také jako učitel v Severní Rhodésii i v Tanganice.
Roku 1949 se stal tlumočníkem a poradcem vysoce postaveného koloniálního úředníka. V této pozici získal řadu poznatků o koloniální správě i o světě politiky. Zároveň začal Kaunda působit v African National Congress (Africký národní kongres, ANC), nejsilnější protikoloniální organizaci v zemi. Po rozkolu v ANC se stal koncem 50. let prezidentem nové organizace – Zambia African National Congress (Zambijský africký národní kongres) a ostře vystupoval proti britskému záměru vytvoření federace ze tří kolonií – Severní Rhodésie, Jižní Rhodésie a Ňaska. Hlavním způsobem politického boje byla občanská neposlušnost. Kvůli své politické činnosti byl několikrát vězněn koloniálními úřady. Tato zkušenost však jen posílila respekt k jeho osobě v očích zambijského obyvatelstva.
V lednu 1960 se stal prezidentem United National Independence Party (UNIP) a byl pozván na jednání o statutu kolonie do Londýna. Brzy nato přislíbila Británie Zambii nezávislost. Ve volbách předcházejících nezávislosti dosáhla Kaundova strana vítězství, především proto, že Kaunda byl všemi hlavními složkami zambijské společnosti vnímán jako přijatelný kandidát a dokázal zmírňovat rozepře znepřátelených skupin.
Po vyhlášení nezávislé Zambie v roce 1964 se Kauda stal jejím prvním prezidentem. K jeho úspěchům určitě patří skutečnost, že pomocí jednání odvrátil hrozící nebezpečí etnických konfliktů v Zambii. V období voleb v roce 1968 však vypuklo násilí mezi jednotlivými politickými stranami. Jako reakci na tento vývoj prosadil Kaunda počátkem 70. let ústavní změny instalující jednostranický politický systém v Zambii.
V letech 1970–1971 a 1987–1988 stál v čele Organizace africké jednoty.
V hospodářské politice se Kaunda zaměřil na znárodnění těžebního průmyslu a zanedbával oblast zemědělství. Pád světových cen mědi, hlavního zambijského vývozního artiklu, tak znamenal těžký otřes pro ekonomiku země, kterou poškozovala i Kaundova zahraniční politika, ve které ostře vystupoval proti rasistickým režimům v Jižní Rhodésii a JAR, čímž zpřetrhal tradiční hospodářské vazby na tyto země. Rostoucí nespokojenost obyvatelstva s ekonomickým úpadkem a rozrůstající se korupcí i celosvětové události donutily Kaundu, aby v roce 1990 legalizoval opoziční strany a vyhlásil volby. Ve volbách na konci roku 1991 UNIP prohrála a Kaunda předal prezidentský úřad svému nástupci, Fredericku Chilubovi.
Kaunda politiku neopustil a stal se hlavním představitelem opozice. Nový režim přijal účelový ústavní dodatek, který požadoval, aby rodiče prezidentského kandidáta byli Zambijci. V následující letech byl Kaunda postřelen, uvězněn, zbaven občanství i obviněn z pokusu o převrat. Rehabilitován byl až v roce 2003, kdy od třetího zambijského prezidenta Levyho Mwanawasy obdržel nejvyšší zambijské vyznamenání.

## Vyznamenání
- Řád José Martího – Kuba, 1975[2][3]
- velkokříž Řádu prince Jindřicha – Portugalsko, 28. května 1975[4]
- Řád Agostinha Neta – Angola, 1992[5]
- Řád zambijského orla – 2003[6]
- komtur Řádu Lesotha – Lesotho, 4. října 2007 – za službu Zambii a Lesothu, a za oblastní boj proti kolonialismu, apartheidu, bohatství a HIV/AIDS[7]